# Lamb Holm

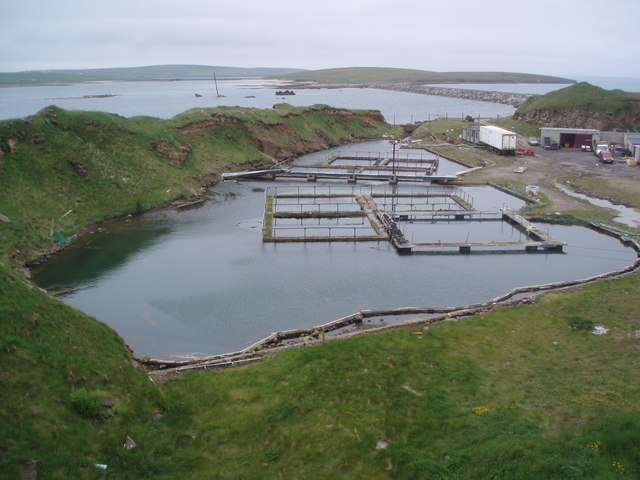
Antiga pedrera de les Churchill Barriers, ara piscifactoria

Lamb Holm és una illa deshabitada pertanyent al grup sud de l'arxipèlag de les Òrcades, a Escòcia.Lamb Holm rau al canal de Holm Sound, una de les entrades de l'est de Scapa Flow, entre Mainland i l'illa de Burray.
L'illa ocupa una superfície de 40 hectàrees i la seva altitud màxima sobre el nivell del mar és de 20 metres.
L'illa està connectada a Mainland i Glimps Holm per mitjà de les Churchill Barriers. A l'illa es troba l'Italian Chapel, que data de la Segona Guerra Mundial i va ser construïda pels presoners de guerra italians, els qui també van construir les Churchill Barriers. La pedrera utilitzada per construir-les ara s'ha inundat i convertit en una piscifactoria.